# Vaglen Point
Der Vaglen Point (englisch; bulgarisch Нос Въглен Nos Waglen) ist eine felsige Landspitze auf der südwestlichen Seite von Clarence Island im Archipel der Südlichen Shetlandinseln. Sie liegt 5,75 km nordnordöstlich des Craggy Point und 7,45 km südwestlich des Humble Point auf der Südwestseite der Einfahrt zur Chinstrap Cove.
Britische Wissenschaftler kartierten sie 1972 und 2009. Die bulgarische Kommission für Antarktische Geographische Namen benannte sie 2014 nach Ortschaften im Nordosten und Südosten Bulgariens.